# أكات (مايا)
أکات (بالإنجليزية: Acat)‏ إله الوشم في أساطير المايا. للوشم أهمية كبيرة عند شعب المايا، فهم يعتقدون بأن صور الوشوم يمكن لها أن تعطي قوة إلهية للذي يشم نفسه. بسبب أهمية وصعوبة هذا الشكل الفني، كان من الطبيعي أن يكون هناك إله مسؤول عنه. قيل أن أكات Acat يبارك الحبر، والإبر، ومكان العمل، ويثبّت أيدي الفنانين لتحقيق نتائج أفضل. وهو الرب الماياني للبواقين، الذين يعلنون عن المناسبات الدينية أو غيرها.